# Gerhard Baum (Bankier)

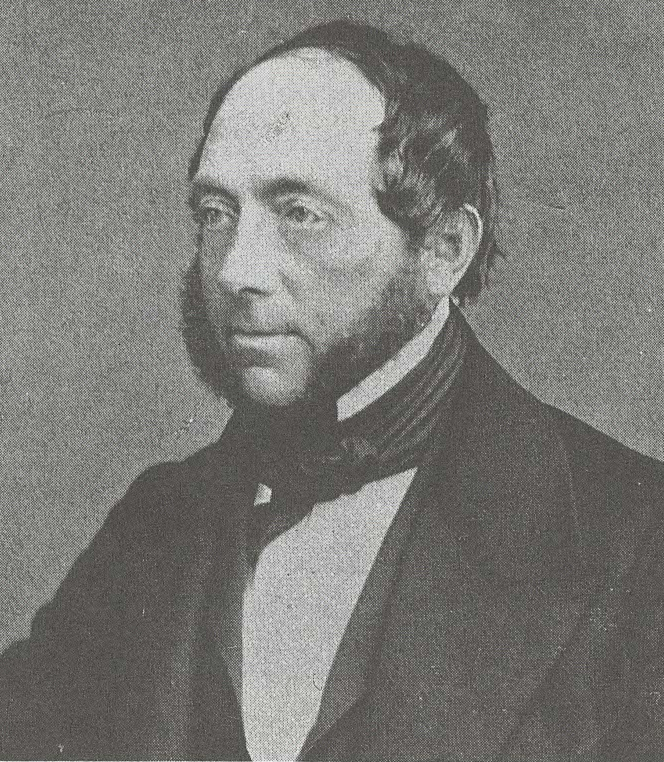
Gerhard Baum

Gerhard Julius Friedrich Baum (* 14. Juni 1798 in Hanau; † 14. Mai 1882 in Erkrath) war ein deutscher Bankier und Politiker.

## Leben
Baum war der Sohn des Weinhändlers Hermann Franz Baum (* 21. Juli 1773 in Bacharach; † 1840) und dessen Ehefrau Johannetta Elisabeth Katharina Dorothea Heußer (Häuser, Heuser). Er heiratete am 7. September 1825 in Düsseldorf Luise Cleff (getauft 15. April 1800 in Düsseldorf; † 26. Mai 1849 ebenda).
Spätestens ab 1811 war er Bürger von Düsseldorf und ließ sich dort Januar 1819 als selbständiger Kaufmann nieder. Er war Mitinhaber des Bankhauses „Wilh. Cleff“ und „Baum, Boeddinghaus & Co.“. Die letztere ging 1871 in der Elberfelder Disconto- und Wechsler-Bank und diese später in der Deutschen Bank auf. 1826 wurde er Mitglied des Handlungsvorstandes und 1831 dort Direktor. Er wurde 1832 Mitglied und war von 1833 bis 1868 Präsident der Handelskammer Düsseldorf. Ab 1826 war er Präsident des Handelsgerichts. Er war Mitglied der Direktion der Verwaltungsgesellschaft für den Fluß- und Landtransport, der Düsseldorf-Elberfelder Eisenbahn-Gesellschaft, der Aachen-Düsseldorfer Eisenbahn und der Köln-Mindener Eisenbahn-Gesellschaft.
Vom 22. November 1827 bis mindestens 1868 war er Stadtverordneter in Düsseldorf. Er war ab 1843 langjähriger Abgeordneter im Provinziallandtag der Rheinprovinz für die Stadt Düsseldorf. 1847 war er Mitglied im Ersten Vereinigten Landtag. Am 11. März 1848 war er Mitunterzeichnung einer Petition für innere Reformen an König Wilhelm IV.
1840 wurde er zum Kommerzienrat und 1868 zum Geheimen Kommerzienrat ernannt. 1859 wurde er mit dem Roten Adlerorden 4. Klasse ausgezeichnet.